# Oprtalj
Oprtalj (em italiano:  Portole) é um município da Croácia, situado no condado da Ístria. Tem 60,67 km² de área e sua população em 2011 foi estimada em 850 habitantes.